# 维克托·布特
维克托·阿纳托利耶维奇·布特（俄语：Виктор Анатольевич Бут，1967年1月13日—），生于苏联塔吉克苏维埃社会主义共和国杜尚别，是一名俄罗斯前格鲁乌少校与军火商人，绰号“死亡商人”。他涉嫌用自己的私人机队向塔利班和基地组织提供武器，及向非洲的多起内战输送大量军火。他也是道格拉斯·法拉赫（Douglas Farah）与斯蒂芬·布劳恩（Stephen Braun）所著《死亡商人》（Merchant of Death）一书的主角。按照李·S·沃洛斯基（Lee S. Wolosky）的说法，他是“非法武器走私界的最强高手”。
最近的报告称他还在伊拉克使用多家掩人耳目的皮包公司和航空货运公司进行活动，例如运输航空（Airline Transport）、西部航空（Air West，苏丹）、运通航空（Aerocom，摩尔多瓦）和泛航出口（TransAvia Export）等。布特引起官方注意是在1990年代，当时他被指控在停火协议促成后向西非叛军提供武器。那时他就拥有或者使用多家航空公司，包括之后被当局强迫关闭的塞斯航空（Air Cess，阿联酋）和中非航空（Centrafrican）。他还向日后被推翻的利比里亚领导人查尔斯·泰勒的政权提供军火。
2006年5月，200,000支AK-47突击步枪涉嫌在途经波黑至伊拉克的路上丢失，布特拥有的其中一家航空公司是承运商。照斯罗伯德纳·博斯纳（Slobodna Bosna）和道格拉斯·法拉赫的说法，布特的生意伙伴是波黑联邦前副总理哈桑·琴吉奇（Hasan Čengić）。
布特于2008年3月6日在泰国曼谷被抓获。在此之前五天，哥伦比亚官方於一次突襲中擊斃哥伦比亚革命武装力量（FARC）將領勞爾·雷耶斯，並在其個人电脑中截獲布特的個人資訊。
尼古拉斯·凯奇主演的2005年影片《軍火之王》中的主角尤里·奥洛夫，据说原型部分来源于维克托·布特。
2022年12月7日，因美国政府与俄罗斯政府谈成布特与WNBA女性籃球運動員布里特妮·格里娜（Brittney Griner）的换囚声明，布特即日释放并返回俄罗斯；而格里娜也将会获得释放并回返美国。这是美俄双方自1962年来的美国空军飞行员弗朗西斯·加里·鲍尔斯与克格勃间谍鲁道夫·阿贝尔之后又一换囚事件。

## 个人经历
维克托·布特是前苏联军队的一名少校，1993年退役成为国际军火商人。布特从对联合国实施武器禁运的国家进行非法武器买卖中赚了一大笔钱，经常被称为“禁运破坏神”。他在向实施此类禁运的内战中的非洲国家贩卖军火时首次引起注意。
布特服役之前的情况所知甚少，只知道他生于1967年，父母是俄罗斯人。据他的正式护照，他生于苏联杜尚别（后属塔吉克斯坦）。但是布特在一次2002年的广播采访中说他生于现在的土库曼斯坦阿什哈巴德附近，而一份2001年的南非情报文件将他的祖籍列为乌克兰人。受过军事训练之后他在一座位于维捷布斯克的俄国军事基地工作。他的工作范围不断扩大，最后包括训练俄国空军的特种部队。1991年布特从著名的莫斯科苏联军事外语学院毕业。据说他能流利使用六种语言，包括俄语、乌兹别克语、英语、法语和葡萄牙语。从此之后他成为了一名驻安哥拉的苏军翻译。在同一年他服役的军事基地由于苏联解体而解散，布特与他的同事发现自己训练有素，工作却无着落。于是他在1993年创立了泛航出口货运（Transavia Export Cargo）公司，协助在索马里的比利时军队。俄国消息称，作为回扣，格鲁乌资助了布特三架安东诺夫运输机。考虑到他和格鲁乌外语学校的关系，布特很可能也是格鲁乌的一员。他的另一个早期客户是阿富汗伊斯兰国（后来被称为北方联盟。在1992年和1995年间，布特据称向几个阿富汗武装集团提供补给从而赚得5000万美元。这帮助他发展壮大了自己的军火帝国。
1995年布特在比利时城市奥斯坦德建立了泛航航空网络集团（Trans Aviation Network Group）。该公司向阿富汗伊斯兰国运送武器，但这种关系在塔利班把后者的政府赶出喀布尔，将其控制力压制在少数北方省份后中止。1995年5月一批阿富汗政府军的货被塔利班截获。1995年8月该班次的机组乘员逃出（或被释放出）阿富汗，从此以后布特多了一个新客户就是塔利班 。
在此期间布特住在比利时，甚至还购买了一栋宅第和几辆跑车，另外还有莫斯科的一栋公寓。但在1997年报纸的报道揭露了他的不可告人的交易，马上引起比利时当局的调查。布特搬到了阿联酋的沙迦，在那里他成立了自己的驻阿联酋公司，之后该公司成为了他的主要活动基地。布特被指控在直至2002年期间使用沙迦国际机场和邻近的阿治曼酋长国和哈伊马角酋长国的机场作为运往非洲和阿富汗的武器的中转站。1995年他成立了另一家几乎成为他的生意的同义词的公司。塞斯航空位于赤道几内亚，在利比里亚注册，是布特向非洲冲突地区运送军火的主要途径。布特似乎向所有向他付钱的组织做买卖。美国和联合国官员声称布特向亚美尼亚和阿塞拜疆之间的纳戈尔诺-卡拉巴赫冲突亚美尼亚一方，以及非洲的安哥拉、喀麦隆、中非共和国、刚果民主共和国、赤道几内亚、肯尼亚、利比里亚、利比亚、刚果共和国、卢旺达、塞拉利昂、南非、苏丹、斯威士兰和乌干达的冲突地区走私了成千的半自动步枪、火箭筒、其他武器及其弹药。
走私至非洲的大多数武器来自保加利亚，布特在1995年至2000年期间多次访保。从1997年7月至1998年9月据报告布特向非洲走私了至少1400万美元的军火。2000年布特还向利比亚运送直升机、高炮和装甲车。布特也在1997年于迈阿密设立了塞斯航空的分公司。该公司一直营业至2001年9月解散为止。
布特基本上和任何人做买卖而不论其意识形态，经常和战争双方都订合同。除了一些更加具有争议性的客户如塔利班和查尔斯·泰勒之外，联合国与美国也曾是其服务客户。
他的外号，也就是“禁运破坏神”和“死亡商人”，是由英国前外交大臣皮特·海恩起的。在读过2003年联合国关于布特活动的报告后，海恩说：“布特是最大的死亡商人，是从东欧——主要是保加利亚、摩尔多瓦和乌克兰——向利比里亚和安哥拉运送包括重型军事设备在内的主要军火补给线和空中运输线。联合国已经揭露了布特是武器商、钻石商以及其他暗中支撑着战争的角色构成的蛛网中心。”

## 逃亡状态
维克托·布特只是在他的非洲军火贸易变得十分显眼的之后才成为国际社会重点关注的对象。他的罪犯形象在对世界贸易中心和五角大楼的911袭击之后尽人皆知。布特向塔利班提供军火，后者与基地组织有联系。这使布特被列上美国政府的头号要犯名单。
但是多年的经验使布特能够建立起庞大的商业网和政治联系。阿拉伯联合酋长国最终不得不同意在逮捕布特上合作。布特做生意小心谨慎，有关部门很难对诸如他拥有哪些飞机和哪些飞机有非法活动等问题进行评估。他不停地移动他自己和他的公司的地址，更不用说频繁的重新注册——经常是非法的——使美国和国际刑警难以对他进行立案。他最终在911之前被提出起诉。在此之前他在莫斯科公开生活，他的国际刑警逮捕令不被俄方重视。2002年比利时和国际刑警对他下了逮捕令。当风声看紧的时候，布特逃到了俄罗斯，受到俄国宪法不允许将公民引渡给外国的保护。联合国已经禁止布特进行国际旅行，也冻结了他的银行账号。
布特据说有至少5本护照和几个假名。他和他的妻子阿拉和岳父“祖伊京”（Zuiguin）一起住在俄罗斯。按照联合国的报告，“美国的情报显示他的岳父，「祖伊京」曾经在克格勃担任高级职位，甚至可能是克格勃副主席。”

## 逮捕
维克托布特与他一起被起诉的安德鲁·斯马里安（Andrew Smulian）于2008年3月6日在泰国曼谷一次美國緝毒局（Drug Enforcement Administration）特工设计的诱捕行动中被逮捕。美国政府签发的逮捕令指控布特为哥伦比亚革命武装力量叛军提供武器，泰国警方据此进行了行动。哥伦比亚和西班牙的消息来源称他的被捕之所以成为可能要归功于在击毙劳尔·雷耶斯的军事行动中缴获的电脑所提供的信息。
2010年他被引渡至美国，并于2011年被判处25年有期徒刑——罪名是计划对美国公民进行攻击，以及对美国政府公布的恐怖组织提供援助。2022年因換囚獲釋前，他在美国芝加哥的一间监狱中服刑。
维克托·布特总是声称他是清白的，自己只是个生意人。他在2003年10月24日接受了《南德意志报》記者彼得·兰德斯曼的采访。他也出现在莫斯科的广播电台“莫斯科回声”（Эхо Москвы）上，说：“我从未向塔利班或基地组织提供过任何东西或者与他们有过任何联系。”
2005年电影《战争之王》出笼，主演尼古拉斯·凯奇扮演剧中人物尤里·奥洛夫。这部影片部分取材于布特。
2007年史蒂芬·布劳恩和道格拉斯·法拉赫出版了一本关于布特的名为《死亡商人：金钱，枪支，飞机，和使战争成为可能的男人》（Merchant of Death: Money, Guns, Planes, and the Man Who Makes War Possible）的书。
2022年12月，布特被用作換囚，以交換因攜帶大麻入境俄羅斯而被囚的WNBA女籃球員布里特妮·格里娜，於服刑14年後終於獲釋重返俄羅斯。
布特获释后加入了一个亲克里姆林宫的极右翼政党，并于2023年在地方议会当选议员。不过他又开始从事军火生意，向也门的胡赛武装出售武器。

## 军火交易
据称布特的军火客户包括：
- 北方聯盟 (阿富汗)
- 塔利班 (阿富汗)
- 阿布沙耶夫 (菲律宾)
- 安盟 (安哥拉)
- 革命联合阵线 (塞拉利昂)
- 查尔斯·泰勒 (利比里亚)
- 哥伦比亚革命武装力量 (哥伦比亚)
- 猛虎组织 (斯里兰卡)[26]
- 巴解组织 (巴勒斯坦)
- 爱尔兰共和军 (爱尔兰)